# Blood, Sweat & Tears 4
Blood, Sweat & Tears 4 è un album in studio del gruppo musicale canadese-statunitense Blood, Sweat & Tears, pubblicato nel 1971.

## Tracce
1. Go Down Gamblin' (David Clayton-Thomas) – 4:14
2. Cowboys and Indians (Dick Halligan, Terry Kirkman) – 3:07
3. John the Baptist (Holy John) (Al Kooper, Phyllis Major) – 3:35
4. Redemption (Halligan, Clayton-Thomas) – 5:11
5. Lisa, Listen to Me (Halligan, Clayton-Thomas) – 2:58
6. A Look to My Heart (Fred Lipsius) – 0:52
7. High on a Mountain (Steve Katz) – 3:13
8. Valentine's Day (Katz) – 3:56
9. Take Me in Your Arms (Rock Me a Little While) (Holland-Dozier-Holland) – 3:27
10. For My Lady (Katz) – 3:23
11. Mama Gets High (Dave Bargeron, Katz) – 4:09
12. A Look to My Heart (Lipsius) – 2:07